# Eleutherodactylus imitatrix
Eleutherodactylus imitatrix là một loài ếch trong họ Leptodactylidae.
Nó được tìm thấy ở Peru và có thể có ở Bolivia.
Môi trường sống tự nhiên của nó là các khu rừng đất thấp ẩm nhiệt đới hoặc cận nhiệt đới và sông.